# Nicola Dal Verme
Nicola Dal Verme (Verona, primi decenni del Duecento – Verona, dopo il 1292) è stato un condottiero, diplomatico e politico italiano.

## Biografia
Nacque dai Dal Verme, nobile famiglia di Verona, uomo d'arme e giurista, diplomatico e politico, figlio di Vilio e di Alena Capitali (de Capitalibus), nipote di Nicola (de Vermo), non si sa nulla della sua giovinezza se non che la famiglia è residente nel centro di Verona nella contrada di S. Matteo. La prima notizia sul suo conto è del 1272, quando è attestato come giureconsulto collegiato di Verona. La carriera pubblica del Dal Verme si sviluppò negli anni di consolidamento politico della signoria scaligera.
Mastino I della Scala, signore di Verona, lo incarica nel 1276 come podestà di Bergamo.
Successivamente compare come membro del consiglio degli anziani di Verona e collaboratore di Alberto I della Scala, signore di Verona e nel 1279 interviene alla ratifica di una convenzione di pace conclusa da Alberto della Scala con le città di Brescia e Mantova.
Negli anni '80 la sua posizione di collaboratore di Alberto della Scala fu sempre più intensa: nel 1282 presenziò con lo Scaligero e con Pietro Nogarola ad un'importante cessione di diritti effettuata dall'abate del monastero di San Zeno; nel 1289 fu a Vangadizza di Legnago, insieme con alcuni dei più autorevoli collaboratori di Alberto, all'atto con cui il procuratore di costui stipulò il matrimonio fra Costanza della Scala e Obizzo II d'Este.
Dal marzo all'ottobre del 1292 venne nuovamente chiamato alla guida della podesteria di Bergamo, avendo come collaboratore ed assessore il giudice Ugolino da Imola; incarico presumibilmente non facile in una città agitata da aspre lotte di fazione fra Guelfi e ghibellini delle famiglie Colleoni, Suardi e Rivola. L'anno successivo ritorna a Verona.
Il patrimonio familiare vede oltre alla casa familiare di residenza a Verona anche un primo nucleo di beni nei paesi di Correzzo di Gazzo Veronese e Campalano di Nogara, ereditati della madre Alena. Inoltre ottiene in feudo le terre di San Zeno di Montagna e Maccacari di Gazzo Veronese ed altre terre, concesse dall'abate dell'Monastero di San Zeno che le aveva in vicariato.
Nulla si sa dei suoi anni successivi, né della data della sua morte. Egli ebbe due sorelle, Castellana e Zilia, quest'ultima sposata ad un eminente giudice veronese, Enrico de Bella.

## Discendenza
|                          |                          |                          |                          |                          |                          |                          |                          |                               |                               |                               |                               |                               |                               |  |  |                          |                          |                          |                          |                            |                            |                            |                            |                              |                              |                              |                              | Vermis (fl. 1174)            |                              |  |  |  |  |  |  |  |  |           |           |           |           |           |           |  |  |  |  |  |  |  |  |  |  |                     |                     |                     |                     |                     |                     |  |  |
|                          |                          |                          |                          |                          |                          |                          |                          |                               |                               |                               |                               |                               |                               |  |  |                          |                          |                          |                          |                            |                            |                            |                            |                              |                              |                              |                              |                              |                              |  |  |  |  |  |  |  |  |           |           |           |           |           |           |  |  |  |  |  |  |  |  |  |  |                     |                     |                     |                     |                     |                     |  |  |
|                          |                          |                          |                          |                          |                          |                          |                          |                               |                               |                               |                               |                               |                               |  |  |                          |                          |                          |                          |                            |                            |                            |                            |                              |                              |                              |                              |                              |                              |  |  |  |  |  |  |  |  |           |           |           |           |           |           |  |  |  |  |  |  |  |  |  |  |                     |                     |                     |                     |                     |                     |  |  |
|                          |                          |                          |                          | Nicola (fl. 1198 - 1252) | Nicola (fl. 1198 - 1252) | Nicola (fl. 1198 - 1252) | Nicola (fl. 1198 - 1252) | Nicola (fl. 1198 - 1252)      | Nicola (fl. 1198 - 1252)      |                               |                               |                               |                               |  |  |                          |                          |                          |                          | Iacobino (fl. 1203 - 1238) | Iacobino (fl. 1203 - 1238) | Iacobino (fl. 1203 - 1238) | Iacobino (fl. 1203 - 1238) | Iacobino (fl. 1203 - 1238)   | Iacobino (fl. 1203 - 1238)   |                              |                              |                              |                              |  |  |  |  |  |  |  |  | Gambarino | Gambarino | Gambarino | Gambarino | Gambarino | Gambarino |  |  |  |  |  |  |  |  |  |  | Iohannis (fl. 1201) | Iohannis (fl. 1201) | Iohannis (fl. 1201) | Iohannis (fl. 1201) | Iohannis (fl. 1201) | Iohannis (fl. 1201) |  |  |
|                          |                          |                          |                          | Nicola (fl. 1198 - 1252) | Nicola (fl. 1198 - 1252) | Nicola (fl. 1198 - 1252) | Nicola (fl. 1198 - 1252) | Nicola (fl. 1198 - 1252)      | Nicola (fl. 1198 - 1252)      |                               |                               |                               |                               |  |  |                          |                          |                          |                          | Iacobino (fl. 1203 - 1238) | Iacobino (fl. 1203 - 1238) | Iacobino (fl. 1203 - 1238) | Iacobino (fl. 1203 - 1238) | Iacobino (fl. 1203 - 1238)   | Iacobino (fl. 1203 - 1238)   |                              |                              |                              |                              |  |  |  |  |  |  |  |  | Gambarino | Gambarino | Gambarino | Gambarino | Gambarino | Gambarino |  |  |  |  |  |  |  |  |  |  | Iohannis (fl. 1201) | Iohannis (fl. 1201) | Iohannis (fl. 1201) | Iohannis (fl. 1201) | Iohannis (fl. 1201) | Iohannis (fl. 1201) |  |  |
|                          |                          |                          |                          |                          |                          |                          |                          |                               |                               |                               |                               |                               |                               |  |  |                          |                          |                          |                          |                            |                            |                            |                            |                              |                              |                              |                              |                              |                              |  |  |  |  |  |  |  |  |           |           |           |           |           |           |  |  |  |  |  |  |  |  |  |  |                     |                     |                     |                     |                     |                     |  |  |
| Vilio (fl. 1238 - 1252)  | Vilio (fl. 1238 - 1252)  | Vilio (fl. 1238 - 1252)  | Vilio (fl. 1238 - 1252)  | Vilio (fl. 1238 - 1252)  | Vilio (fl. 1238 - 1252)  |                          |                          | Bonaventura (fl. 1253 - 1260) | Bonaventura (fl. 1253 - 1260) | Bonaventura (fl. 1253 - 1260) | Bonaventura (fl. 1253 - 1260) | Bonaventura (fl. 1253 - 1260) | Bonaventura (fl. 1253 - 1260) |  |  | Ventura (fl. 1243)       | Ventura (fl. 1243)       | Ventura (fl. 1243)       | Ventura (fl. 1243)       | Ventura (fl. 1243)         | Ventura (fl. 1243)         |                            |                            | Trinitello (fl. 1238 - 1272) | Trinitello (fl. 1238 - 1272) | Trinitello (fl. 1238 - 1272) | Trinitello (fl. 1238 - 1272) | Trinitello (fl. 1238 - 1272) | Trinitello (fl. 1238 - 1272) |  |  |  |  |  |  |  |  |           |           |           |           |           |           |  |  |  |  |  |  |  |  |  |  |                     |                     |                     |                     |                     |                     |  |  |
| Vilio (fl. 1238 - 1252)  | Vilio (fl. 1238 - 1252)  | Vilio (fl. 1238 - 1252)  | Vilio (fl. 1238 - 1252)  | Vilio (fl. 1238 - 1252)  | Vilio (fl. 1238 - 1252)  |                          |                          | Bonaventura (fl. 1253 - 1260) | Bonaventura (fl. 1253 - 1260) | Bonaventura (fl. 1253 - 1260) | Bonaventura (fl. 1253 - 1260) | Bonaventura (fl. 1253 - 1260) | Bonaventura (fl. 1253 - 1260) |  |  | Ventura (fl. 1243)       | Ventura (fl. 1243)       | Ventura (fl. 1243)       | Ventura (fl. 1243)       | Ventura (fl. 1243)         | Ventura (fl. 1243)         |                            |                            | Trinitello (fl. 1238 - 1272) | Trinitello (fl. 1238 - 1272) | Trinitello (fl. 1238 - 1272) | Trinitello (fl. 1238 - 1272) | Trinitello (fl. 1238 - 1272) | Trinitello (fl. 1238 - 1272) |  |  |  |  |  |  |  |  |           |           |           |           |           |           |  |  |  |  |  |  |  |  |  |  |                     |                     |                     |                     |                     |                     |  |  |
| Nicola (fl. 1279 - 1293) | Nicola (fl. 1279 - 1293) | Nicola (fl. 1279 - 1293) | Nicola (fl. 1279 - 1293) | Nicola (fl. 1279 - 1293) | Nicola (fl. 1279 - 1293) |                          |                          |                               |                               |                               |                               |                               |                               |  |  | Nicola (fl. 1268 - 1282) | Nicola (fl. 1268 - 1282) | Nicola (fl. 1268 - 1282) | Nicola (fl. 1268 - 1282) | Nicola (fl. 1268 - 1282)   | Nicola (fl. 1268 - 1282)   |                            |                            | Nicola (fl. 1282)            | Nicola (fl. 1282)            | Nicola (fl. 1282)            | Nicola (fl. 1282)            | Nicola (fl. 1282)            | Nicola (fl. 1282)            |  |  |  |  |  |  |  |  |           |           |           |           |           |           |  |  |  |  |  |  |  |  |  |  |                     |                     |                     |                     |                     |                     |  |  |
| Nicola (fl. 1279 - 1293) | Nicola (fl. 1279 - 1293) | Nicola (fl. 1279 - 1293) | Nicola (fl. 1279 - 1293) | Nicola (fl. 1279 - 1293) | Nicola (fl. 1279 - 1293) |                          |                          |                               |                               |                               |                               |                               |                               |  |  | Nicola (fl. 1268 - 1282) | Nicola (fl. 1268 - 1282) | Nicola (fl. 1268 - 1282) | Nicola (fl. 1268 - 1282) | Nicola (fl. 1268 - 1282)   | Nicola (fl. 1268 - 1282)   |                            |                            | Nicola (fl. 1282)            | Nicola (fl. 1282)            | Nicola (fl. 1282)            | Nicola (fl. 1282)            | Nicola (fl. 1282)            | Nicola (fl. 1282)            |  |  |  |  |  |  |  |  |           |           |           |           |           |           |  |  |  |  |  |  |  |  |  |  |                     |                     |                     |                     |                     |                     |  |  |
|                          |                          |                          |                          |                          |                          |                          |                          |                               |                               |                               |                               |                               |                               |  |  |                          |                          |                          |                          |                            |                            |                            |                            |                              |                              |                              |                              |                              |                              |  |  |  |  |  |  |  |  |           |           |           |           |           |           |  |  |  |  |  |  |  |  |  |  |                     |                     |                     |                     |                     |                     |  |  |
| Pietro (fl. 1316 - 1354) | Pietro (fl. 1316 - 1354) | Pietro (fl. 1316 - 1354) | Pietro (fl. 1316 - 1354) | Pietro (fl. 1316 - 1354) | Pietro (fl. 1316 - 1354) |                          |                          | Giacomo (o Iacopo † 1350 ca.) | Giacomo (o Iacopo † 1350 ca.) | Giacomo (o Iacopo † 1350 ca.) | Giacomo (o Iacopo † 1350 ca.) | Giacomo (o Iacopo † 1350 ca.) | Giacomo (o Iacopo † 1350 ca.) |  |  |                          |                          |                          |                          |                            |                            |                            |                            |                              |                              |                              |                              |                              |                              |  |  |  |  |  |  |  |  |           |           |           |           |           |           |  |  |  |  |  |  |  |  |  |  |                     |                     |                     |                     |                     |                     |  |  |

Nicola si sposa con una donna N.N. dalla quale ebbe due figli:
- Pietro Dal Verme, politico, diplomatico e condottiero italiano, considerato l'artefice delle fortune della famiglia Dal Verme.
- Giacomo Dal Verme, soldato di ventura e cavaliere, milita nell'esercito veronese. Sposa Diamante de Nogarole, sorella della cognata Elisa, ed eredita il feudo della famiglia Nogarola divenendo Signore di Bagnolo e della Rocca[2] di Nogarole Rocca. Fu altresì Signore di Correzzo e Maccacari (Gazzo Veronese), Campalano di Nogara e di San Zeno di Montagna ed ebbe in vicariato alcune terre dagli Scaligeri. Fu creato cavaliere da Cangrande.